# Нелокальная квантовая теория поля
Нелокальная квантовая теория поля — обобщение квантовой теории поля, основанное на предположении о неточечности взаимодействия. Это предположение делается с целью исключения из теории ультрафиолетовых расходимостей. В нелокальной квантовой теории поля вводится новый параметр размерности длины, который определяет размеры области пространства, где происходят взаимодействия.
В одном варианте нелокальной квантовой теории поля введение фундаментальной длины означает указание масштаба, при котором представления о физическом мире квантовой теории поля принципиально изменяются. При этом подходе не удаётся одновременно удовлетворять требованиям релятивистской инвариантности, конечности, унитарности S-матрицы рассеяния, причинности и калибровочной симметрии. Также пока неизвестны экспериментальные эффекты, свидетельствующие о наличии фундаментальной длины.
В другом варианте нелокальной квантовой теории поля параметр размерности длины характеризует лишь размер области взаимодействия. В этом случае удаётся удовлетворять требованиям квантовой теории поля, если формфакторы являются релятивистски инвариантными целыми аналитическими функциями и могут быть проквантованы, то есть представлены в виде суперпозиции ненаблюдаемых квантов.